# Härtappning
Härtappning kallas den logistiska modell där en dryck (vanligen vin) importeras till ett land i stora behållare för att sedan buteljeras eller fyllas på en annan förpackning på plats i försäljningslandet. Den primära anledningen är att glasflaskor är tunga, bräckliga och föga volymeffektiva jämfört med stora tankar, och att hanteringen står för en oproportionerligt stor del av kostnaden för billiga drycker som skall fraktas långt.
Motsatsen till härtappning är "producenttappade" viner, vilket när det gäller vissa viner brukar kallas "château-buteljerat".

## Bakgrund
Fram till början av 1900-talet såldes nästan allt vin i bulk och buteljerades av importörer. Detta gällde alltså även prestigeviner, som såldes på fat. Kvaliteten på dessa buteljeringar kunde variera, och det var inte ovanligt att importörerna i vissa länder fuskade med innehållet i flaskorna. Detta ledde till att en del ledande Bordeaux-producenter på 1920-talet gick över till att själva buteljera hela sin produktion, och enbart sälja buteljerade viner. Pionjären för denna linje var baron Philippe de Rothschild som ägde Château Mouton-Rothschild. Producentens originaletikett och texten mis en bouteille au château på etiketten, den franska frasen för château-buteljerat, kom därför att ses som en kvalitets- och äkthetsgaranti för bättre viner. Château-buteljeringar av äldre viner säljs därför till högre priser än härtappningar av samma vin.
Vanan att bättre viner enbart buteljerades på plats spreds successivt till andra viner och regioner. Den sista klassiska vinregion som slutade sälja sina bättre viner i bulk var Douro, som fram till årgången 1970 sålde Vintage Port i bulk.
Härtappning har dock fortsatt att tillämpas för en del enklare viner. I många fall rör det sig om viner som säljs under importörens varumärke, snarare än under något producentnamn, och där importören av kostnads- eller kvalitetsskäl vill kunna använda varierande leverantörer och blanda viner från olika producenter.

## Nya förpackningstyper
Nya, lättare förpackningstyper började bli vanligare i slutet av 1900-talet. Förpackningstypen bag-in-box uppfanns på 1950-talet för att användas för batterisyra, men blev efterhand vanligare att använda för vin. Inledningsvis ledde detta till att härtappningen av viner minskade, eftersom kartongförpackningen inte har samma viktnackdelar som glasflaskorna.
Några år in på 2000-talet ökade åter vinexporten i bulk, och utvecklingen drevs på internationellt, framför allt av australiska viner och nyzeeländska viner. En bidragande anledning är användande av flexitankar, anpassade för en 20 fots ISO-container, som är mer hygieniska än tidigare använda tankar, som måste rengöras mellan transporterna. Syftet är som tidigare att minska transportkostnaderna, men även kvalitetsskäl spelar in vid långa transporter, som de från Oceanien till Europa, eftersom vinet är mindre temperaturkänsligt om det transporteras i bulk och "bäst-före"-datumet för bag-in-box-förpackningar skjuts fram om vinet fylls på sin förpackning i försäljningslandet snarare än i produktionslandet. Bulktransporten kan också minska koldioxidavtrycket.